# Клануильям
Клануильям (Кланвильям, африк. и англ. Clanwilliam) — город на юго-западе Южно-Африканской Республики, на территории Западно-Капской провинции. Входит в состав района Уэст-Кост. Административный центр местного муниципалитета Седерберг.

## История
Поселение на месте современного города было основано на землях фермера Яна Дисселсвлея (Jan Disselsvlei), по имени которого получило своё первоначальное название. 1 января 1814 года город был переименован распоряжением губернатора Капской колонии сэра Джона Френсиса Крэдока. Название связано с титулом тестя губернатора Джона Мида, 1-го графа Клануильяма. В 1901 году Клануильяму был присвоен статус муниципалитета.

## Географическое положение
Город расположен в северо-западной части провинции, на правом берегу реки Улифантс, вблизи места впадения в неё реки Ян-Дисселс, на расстоянии приблизительно 190 километров (по прямой) к северо-северо-востоку от Кейптауна, административного центра провинции. Абсолютная высота — 252 метра над уровнем моря.

## Климат
Климат города субтропический средиземноморский. Среднегодовое количество осадков — 274 мм. Наибольшее количество осадков выпадает в период с апреля по октябрь. Средний максимум температуры воздуха варьируется от 17,9 °C (в июле), до 31,3 °C (в феврале). Самым холодным месяцем в году является июль. Средняя минимальная ночная температура для этого месяца составляет 5,8 °C.

## Население
По данным официальной переписи 2001 года, население составляло 6089 человек, из которых мужчины составляли 47,92 %, женщины — соответственно 52,08 %. В расовом отношении цветные составляли 73,31 % от населения города, белые — 15,09 %, негры — 11,48 %; азиаты (в том числе индийцы) — 0,1 %. Наиболее распространёнными среди горожан языками были: африкаанс (88,67 %), коса (6,49 %), сесото (2,97 %) и английский (1,53 %).

Согласно данным, полученным в ходе проведения официальной переписи 2011 года, в Клануильяме проживало 7674 человека, из которых мужчины составляли 47,97 %, женщины — соответственно 52,03 %. В расовом отношении цветные составляли 68,5 % от населения города, негры — 22,65 %; белые — 7,66 %; азиаты (в том числе индийцы) — 0,47 %, представители других рас — 0,72 %. Наиболее распространёнными среди жителей города языками являлись: африкаанс (77,68 %), сесото (9,24 %), коса (7,78 %) и английский (2,32 %).

## Транспорт
К западу от города проходит национальная автотрасса N7, а через северную часть — региональное шоссе R364. Имеется железнодорожная станция. На западной окраине Клануильяма расположен небольшой одноимённый аэропорт.